# Oxyceros longiflorus
Oxyceros longiflorus là một loài thực vật có hoa trong họ Thiến thảo. Loài này được (Lam.) T.Yamaz. mô tả khoa học đầu tiên năm 1970.